# Onward To Golgotha
Onward To Golgotha – pierwszy album studyjny amerykańskiej grupy muzycznej Incantation. Wydawnictwo ukazało się 5 maja 1992 roku nakładem wytwórni muzycznej Relapse Records. Nagrania zostały zarejestrowane pomiędzy wrześniem a listopadem 1991 roku w Trax East Studios.

## Lista utworów
Opracowano na podstawie materiału źródłowego.
1. „Golgotha” – 3:29
2. „Devoured Death” – 2:19
3. „Blasphemous Cremation” – 4:24
4. „Rotting Spiritual Embodiment” – 4:58
5. „Unholy Massacre” – 4:38
6. „Entrantment of Evil” – 2:39
7. „Christening the Afterbirth” – 5:33
8. „Immortal Cessation” – 3:26
9. „Profanation” – 4:54
10. „Deliverance of Horrific Prophecies” – 5:28
11. „Eternal Torture” – 3:31

## Twórcy
Opracowano na podstawie materiału źródłowego.

- Craig Pillard – wokal prowadzący, gitara rytmiczna, gitara prowadząca
- John McEntee – gitara prowadząca
- Ronnie Deo – gitara basowa
- Jim Roe – perkusja
- Steve Evetts – inżynieria dźwięku, produkcja muzyczna
- Dave Shirk – mastering
- Mathew F. Jacobson – producent wykonawczy
- William J. Yurkiewicz Jr. – producent wykonawczy
- Bill Venner – logo
- Miran Kim – okładka
- Thorncross – okładka
- Manny Vallejo – zdjęcia